# Вакоч, Петр
Петр Вакоч (англ. Petr Vakoč, род. 11 июля 1992 в Праге, Чехия) — чешский профессиональный шоссейный велогонщик, выступающий за команду Deceuninck-Quick Step.

## Выступления
| 2011 - 1-й — Чемпионат Чехии среди юниоров 2013 - 1-й Тур Словакии - 1-й молодёжная классификация - 1-й — Вуэльта Мадрида до 23 лет - 1-й на этапе 1 - 1-й в очковой классификации - 1-й — Гран-при Краловеградецкого края 2014 - 1-й на этапах 2 — Тур Польши - 2-й — Чемпионат Бельгии по шоссейным гонкам | 2015 - 1-й — Чемпионат Чехии по шоссейным гонкам (групповая гонка) - 1-й — Тур Чехии - 1-й на этапе 1 (ТТТ) - 1-й на этапе 2 — Тур Британии - 3-й — Европейские игры 2016 - 1-й Classic Sud-Ardèche - 1-й La Drôme Classic - 1-й Брабантсе Пейл - 5-й Тур дю От-Вар - 1-й Молодёжная классификация - 2-й Тур Прованса - 1-й Молодёжная классификация |

## Статистика выступлений наГранд Турах
- Тур де Франс
  - Участие:1
    - 2016: 118

- Джиро д'Италия
  - Участие:1
    - 2015: 116

- Вуэльта Испании
  - Участие:0